# Зоран Радосављевић
Зоран Радосављевић (Приштина, 26. фебруар 1965 — Доња Трнова, 26. март 1999) био је мајор и пилот Ратног ваздухопловства Војске Југославије, погинуо је у одбрани земље, у току НАТО агресије на СРЈ.

## Биографија
Рођен је 26. фебруара 1965. године у Приштини. Будући да му је отац Светозар био војно лице при Југословенској народној армији, и да је, због потребе службе, често мењао место становања, и Зоран се, заједно са мајком Радојком и сестром Снежаном често селио. Детињство је провео широм бивше Југославије, преко Скопља, Крушевца до Београда. Завршио је Основну школу „Старина Новак“ у Београду.
- Био је обично дете, ако таква деца уопште постоје - каже његова мајка Радојка. - Враголаст и дружељубив, а послушан и савестан. Понекад би збуњивала његова преданост школи.
После се уписао у војну гимназију, па у Ваздухопловну академију. Био је бриљантан студент. Школовао се у Ваздухопловној општој средњој војној школи „Маршал Тито“ у Мостару, а затим на Ваздухопловној војној академији у Пули и Задру. По завршеној војној академији каријеру војног пилота започиње је у Београду 1986. године као пилот-ловац на авиону МиГ-21. Године 1992. бива унапређен у чин капетана прве класе. Исте године Зоран завршава преобуку на авиону МиГ-29 и постаје најмлађи пилот у ескадрили Мигова 29 југословенског ратног ваздухопловства. Магистрирао је на Саобраћајном факултету у Београду и постао један од водећих стручњака у нашој земљи из области сателитске навигације. Те 1999. године припремао је докторат и био у сталној вези са својим менторима. Постхумно, на аеродрому Батајница сваке године додељује се награда која носи његово име најбољем одељењу. 1996. године уписао је последипломске студије на Саобраћајном факултету Универзитета у Београду, где је и магистрирао у јуну 1998. године. На овом факултету се од 1999. године додељује годишња награда за најбољег студента на Ваздушном саобраћају која носи његово име. Није имао деце и није био ожењен.

## НАТО бомбардовање СРЈ 1999.
У време почетка НАТО агресије на СРЈ, 24. марта 1999. Зоран је био у својој јединици, 127. ловачкој авијацијској ескадрили „Витезови“ која је била смештена на војном аеродрому „Батајница“.
26. марта 1999, само два дана након почетка бомбардовања, пуковник Слободан Перић и његов колега Зоран Радосављевић добили су наредбу о полетању и супротстављању НАТО авијацији. Ова одлука се с правом могла сматрати сулудом јер је Војска Југославије била неупоредиво слабија. Авиони МиГ-29 били су у полуисправном стању, неспособни за ваздушну борбу. Домет радара НАТО авиона био је 120 км, док је домет МиГ-29 био упола мањи. То је значило да су непријатељски авиони могли да гађају пилоте Војске Југославије пре него што они уопште примете непријатеља.
Све ове информације имао је и пуковник Перић. Међутим, то га није спречило да испуни наређење и полети у пару са колегом Зораном Радосављевићем.
Сахрањен је три дана касније на београдском гробљу Лешће.
Посмртно је одликован Медаљом за храброст и унапређен указом свог команданта. Медаља за храброст добијена у рату је неупоредиво блиставија од оне што се добија у мирним временима. Још је сјајнија ако је додељена посмртно. Главна улица у Батајници данас поносно носи име Мајора Зорана Радосављевића.
Смрт свог колеге пуковник Перић никада није прежалио. Био је револтиран због начина на који су се челници наше војске односили према пилотима током бомбардовања и како су их олако слали у смрт. То незадовољство није крио. Након сукоба са генералом Спасојем Смиљанићем и изношења детаља о овом сукобу у јавност, пуковник Перић је изгубио активну војну службу. Покренуо је судски спор и добио га, након чега је враћен у војску. Пензионисан је 2004. године као официр Војске Србије и пилот 101. ловачког пука у 42. години живота.

## Зокијева Регата
Зоран Радосављевић је био пасионирани једриличар и оснивач ЈК Поларис. После његове погибије, у септембру 1999. једриличари из ЈК Поларис и београдског ЈК Ламар започели су са одржавањем меморијалне једриличарске регате која носи његово име - Зокијева регата. Првих година регата је одржавана на црногорском приморју, а од 2009. године одржава се у Београду.